# Petasiella asymmetrica
Petasiella asymmetrica is een hydroïdpoliep uit de familie Petasidae. De poliep komt uit het geslacht Petasiella. Petasiella asymmetrica werd in 1947 voor het eerst wetenschappelijk beschreven door Uchida. 